# 微雕
微雕，又稱米刻、細刻、米粒書畫等，是在細小的物件上刻字、繪圖，雕刻時以刀代筆，是一項古老技術。
最早在甲骨文中就已出現微型雕刻。蕭艾的《甲骨文史記》記載：“甲骨文刻的技巧十分精妙……小的細如芝麻、或峭拔蒼勁，或秀麗多姿。”《韩非子．外储说左上》记载，春秋战国时期，卫国有人能在棘刺上刻一母猴。
明代盛行核雕，称为“鬼工技”，是鬼斧神工之意，明代核雕流行于广州、苏州、山东潍坊等地，明朝魏學洢的〈王叔遠核舟記〉寫王叔遠的“核舟”則是在果核上鏤刻一艘船。《皖志综述》记载，明代歙县“刘铁笔精于微雕，能将径寸木石刻成奇器，在7寸石牌楼上镂出山水、树木、楼阁，窗户不盈黍而可启闭，玲珑透彻，细极毫发”。
近代由於放大鏡、顯微鏡相繼發明，使得微雕技術一日千里。中國浙江一位微雕師李期慈在米粒大象牙（6毫米×3毫米）上刻出自1789年以来的39位美國總統，或正或侧，依照就任先后依次排列，1987年在美国洛杉玑展览时，引起轰动。

## 外部連結
- 中國微雕師米粒大象牙上刻出42位美總統（页面存档备份，存于）